# Babilafuente
Babilafuente és un municipi de la província de Salamanca, a la comunitat autònoma de Castella i Lleó. Limita al nord amb Pitiegua i Cantalpino, a l'est amb Villoruela i Villoria, al sud amb Moríñigo i Cordovilla i a l'oest amb Huerta i Aldearrubia.

## Fills il·lustres
- Pedro Periáñez (al voltant de 1560-1612) fou un compositor de música sacra.